# Kvarnen i Virserum
Kvarnen i Virserum är en tidigare hjulkvarn, sedermera elektrifierad, vid Virserumsån i Virserum mellan Strömsholmen och Bolagsområdet.
På 1700-talet byggdes en kvarn, som drevs med vattenhjul, vid Virserumsån i Virserum något uppströms det nuvarande läget. Den flyttades till sin nuvarande plats 1866. Vid denna plats finns en damm i anslutning till en
naturligt brant sträcka i ån.
År 1926 installerades under nya ägare en turbin för eldrift. Kvarnen var i drift till slutet av 1970-talet.